# Chiluite
La chiluite è un minerale.